# Фатех (месторождение)
Фатех (англ. Fateh) — нефтяное месторождение в ОАЭ. Открыто в 1966 году. Плотность нефти составляет 0,8662-0,8762 г/см3 или 31° API. Начальные запасы нефти составляют 200 млн тонн.
Оператором месторождении является дубайская нефтяная компания Dubai Petroleum Establishment.